# Sak Nikté

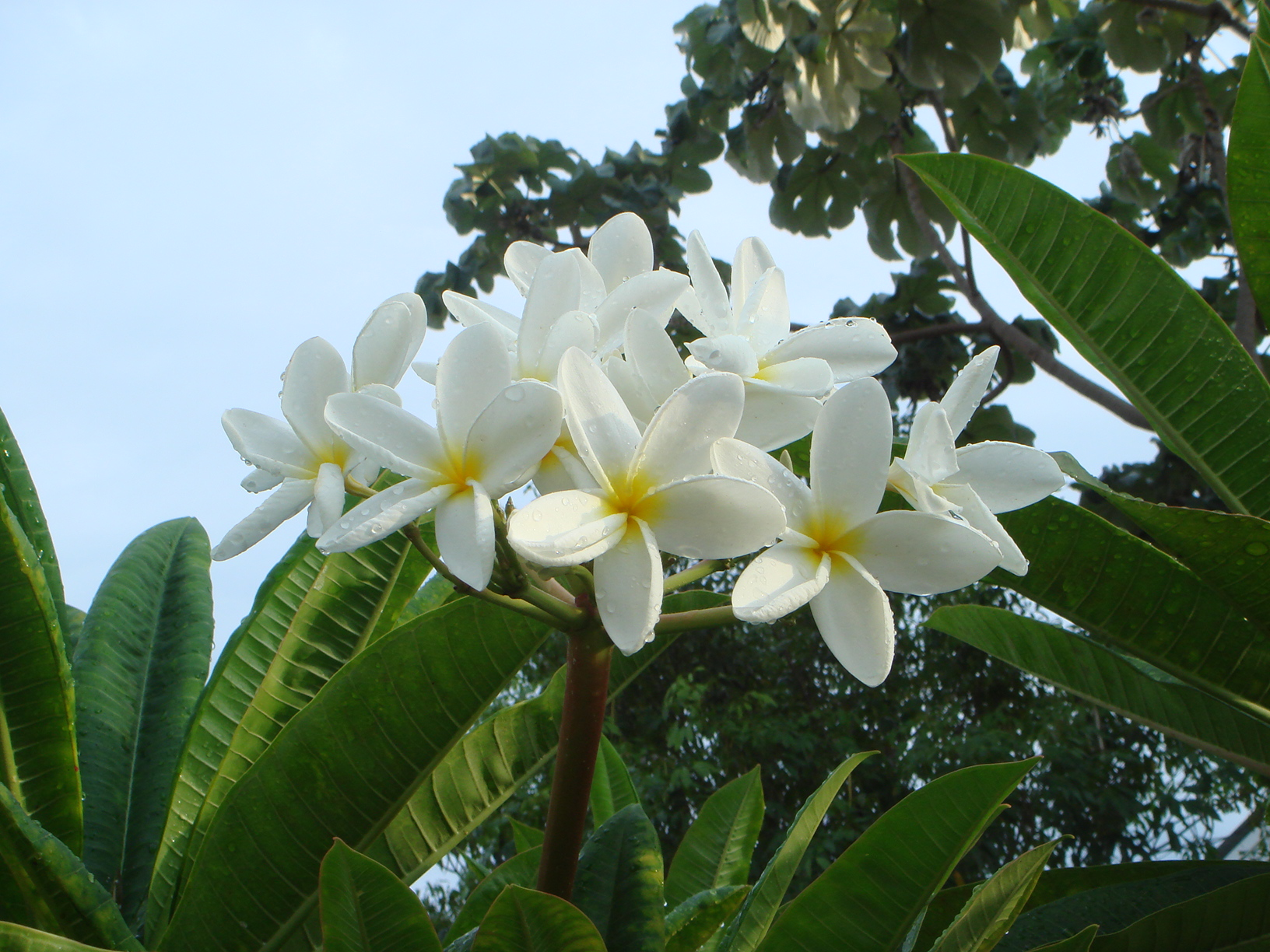
Sak Nikté

Sak Nikté (también se escribe Sac Nicté), nombre (del maya: sak: blanca; nikté: flor) dado a un arbusto o arbolillo de hojas oblongo-ovadas a anchamente ovadas, de 16 a 30 centímetros, finamente tomentosas abajo. Flores blancas -de donde proviene el nombre- en grupos terminales. Los frutos están compuestos de dos folículos de 20 centímetros. Corresponde botánicamente a las especies Plumeria alba, Plumeria rubra y Plumeria acutifolia. Pertenece a la familia de las apocináceas, según Geo Franklyn Gaumer.
Existe una leyenda inmemorial en el mundo maya de Yucatán que se refiere a acontecimientos posiblemente del siglo XII, en la península de Yucatán, en los que una princesa maya que llevó el nombre de Sac Nicté se asoció con el ahaw de Chichén Itzá llamado Canek, con el que termina en fuga amorosa, en el momento histórico del rompimiento de la Liga de Mayapán entre las ciudades-estado de Uxmal, Mayapán y Chichén Itzá. Esta leyenda fue recogida por el escritor mexicano Antonio Mediz Bolio dándola a conocer en una obra literaria de gran calidad titulada Este es el Libro de Chichén-Itzá y de la princesa Sac-Nicté, la cual está contenida en el libro La tierra del faisán y del venado, editado por primera vez en Buenos Aires, Argentina en el año 1922. Otros autores han difundido también la leyenda romántica del personaje de ficción al que se dio ese nombre.